# Heteroguina bomberiensis
Heteroguina bomberiensis är en insektsart som beskrevs av Young 1986. Heteroguina bomberiensis ingår i släktet Heteroguina och familjen dvärgstritar. Inga underarter finns listade i Catalogue of Life.